# 7. svibnja
7. svibnja (7. 5.) 127. je dan godine po gregorijanskom kalendaru (128. u prijestupnoj godini).
Do kraja godine ima još 238 dana.

## Događaji
- 1954. – Bitka kod Dien Bien Phua u Indokineskom ratu završila je francuskim porazom.
- 1991. – U Pologu zaustavljeni JNA tenkovi
- 2008. – Dmitrij Medvedev položio predsjedničku zakletvu Rusije.

| - 1605. – Nikon, ruski patrijarh († 1681.) - 1763. – Józef Poniatowski, poljski general († 1813.) - 1826. – Skender Fabković, hrvatski pedagog i pisac († 1905.) - 1833. – Johannes Brahms, njemački skladatelj († 1897.) - 1840. – Petar Iljič Čajkovski, ruski skladatelj († 1893.) - 1892. – Josip Broz Tito, političar († 1980.) - 1901. – Gary Cooper, američki glumac († 1961.) - 1910. – Nenad Venancije Pehar, hercegovački franjevački mučenik († 1945.) - 1919. – Eva Peron, bivša prva dama Argentine († 1952.) - 1921. – Noni Žunec, slovenski operni i koncertni pjevač († 2004.) - 1926. – Petar Vovk, hrvatski arhitekt († 2020.) - 1933. – Damir Mejovšek, hrvatski dramski umjetnik († 2006.) - 1967. – Dražen Anzulović, hrvatski košarkaški trener - 1999. – Cody Gakpo, nizozemski nogometaš | - 973. – Oton I. Veliki, prvi njemačko-rimski car (* 912.) - 1014. – Bagrat III. Gruzijski, gruzijski kralj (* 960.) - 1636. – Santorio Santorio, liječnik, izumitelj termometra (* 1561.) - 1205. – Ladislav III., hrvatsko-ugarski kralj - 1991. – Đuro Špoljarić, hrvatski političar (* 1906.) - 2013. – Mato Ergović, hrvatski glumac (* 1927.) - 2017. – Mirko Tomasović, hrvatski književni povjesničar (* 1938.) |

## Blagdani i spomendani
- Dan grada Splita